# 尼日利亚安全印制公司
尼日利亚安全印制公司是尼日利亚的印钞造币机构。它位于阿布贾与拉各斯，尼日利亚政府拥有多数股权.
除了为尼日利亚印制钞票与邮政汇票以外，它还负责铸造部分尼日利亚的硬币。公司同时也印刷邮票。
尼日利亚中央银行是整个联邦的唯一发行的法定货币的机构。它控制着国家经济中的货币供给量，以确保金融和物价稳定。尼日利亚中央银行货币与分行业务司通过采购、供给、处理、补发和销毁纸币与硬币负责货币的管理。